# 曾追
曾追（1443年—1496年），字文甫，江西泰和人，明朝翰林，探花及第。状元曾鹤龄之孙。

## 生平
早年出身國子生，中式成化四年（1468年）戊子科江西鄉試第四十九名。三十六歲中式成化十四年（1478年）戊戌科會試第五十五名，殿試登進士第一甲第三名，三月授翰林院編修。不久去世，享年五十四。

## 家族
曾祖曾伯高，贈修撰。祖父曾鶴齡，曾任侍講學士。父亲曾蒙簡，名廉，正統進士，曾任浙江按察使。母陳氏，封孺人。严侍下。兄道甫。弟曾逈（贡士）；曾退。
祖父為永樂年間狀元曾鹤龄，伯父曾蒙啓、父曾蒙簡，皆進士，祖孫鼎甲，為時論稱讚。